# Chelsea (Iowa)
Chelsea è un comune degli Stati Uniti d'America, situato nello Stato dell'Iowa, nella contea di Tama.